# Menophra costistrigata
Menophra costistrigata là một loài bướm đêm trong họ Geometridae.